# Virus de la sharka
El virus de la sharka (en anglès:plum pox virus, abreujat PPV) és el virus de les plantes més devastador en els fruiters de pinyol dins el gènere Prunus. Les diferents soques d'aquest virus poden infectar diferents espècies de fruiters de pinyol incloent els presseguers, albercoquers, pruneres, nectarines, ametllers, cirerer i guinders. També poden quedar infectats les espècies ornamentals i silvestres del gènere Prunus.
El virus els transmeten els àfids i també per la transferència de material infectat a nous llocs. El virus de la sharka no és perillós pels consumidors però la fruita atacada queda àcida i deformada i perd tot valor comercial. Només es pot lluitar contra aquest virus destruint completament les plantacions afectades amb grans pèrdues econòmiques. S'han desenvolupat plantes transgèniques que no queden afectades pel virus però no estan encara comercialitzades.

## Biologia
Al virus de la sharka és un virus RNA de cadena simple. Hi ha sis soques: PPV-D, PPV-M, PPV-EA, PPV-C, PPV-Rec (Recombinant), i PPV-W. tnint diferent agressivitat PPV-M sembla que es transmet també per les llavors.

## Patologia

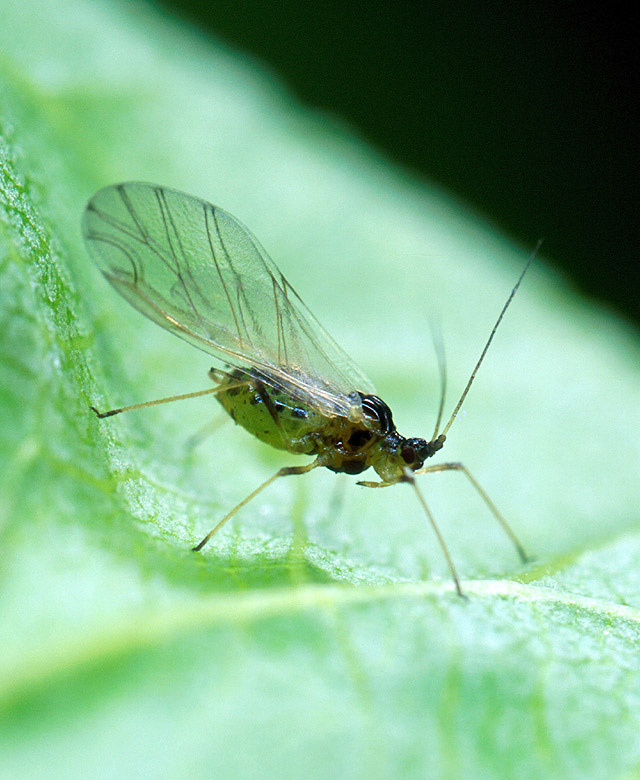
El pugó Myzus persicae és un vector del virus de la sharka als Estats Units.

Diverses espècies d'àfids poden transmetre aquest virus en un verger i sobre distàncies curtes (200-300 metres). El transport a llarga distància sovint és a través del transport de plantes dels vivers. Una vegada que una planta ha quedat infectada el virus és sistèmic i des del citoplasma s'estén a altres parts de la planta.

Amb la infecció la producció de fruits es redueix molt i els fruits pateixen deformacions. la presència del virus de la shakra enalteix l'acció d'altres virus que pugui tenir la planta. 

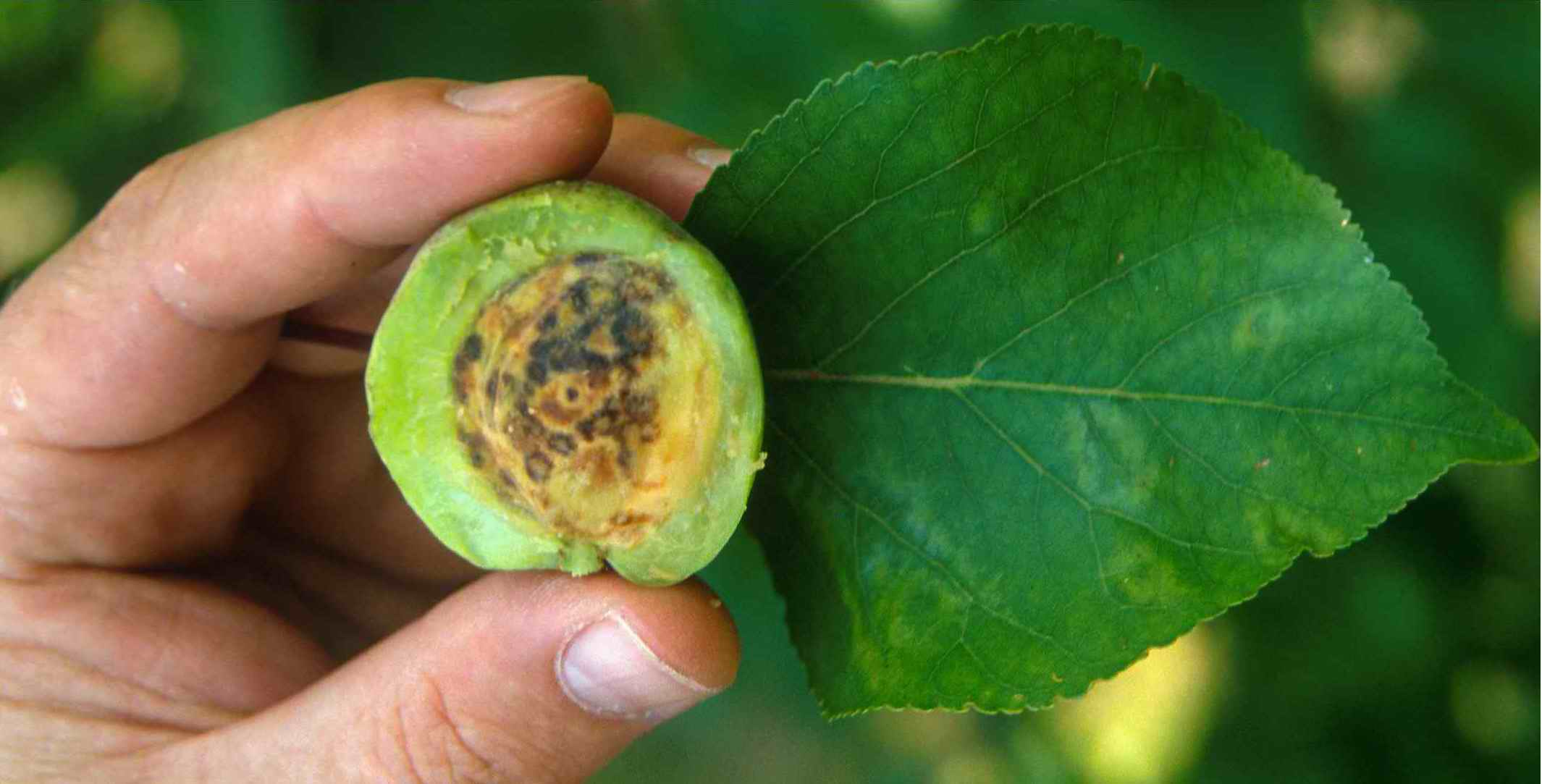
Infecció del virus de la sharka en albercoquer. Hi ha anells en les fulles i el fruit i la llavor queden descolorides.

En el presseguer la coloració de les flors queda afectada amb bandes rosades als pètals de les flors. Alguns arbres infectats no presenten símptomes ni en les fulles ni en els fruits.
No totes les infeccions presenten anells en les fulles.

## Gestió

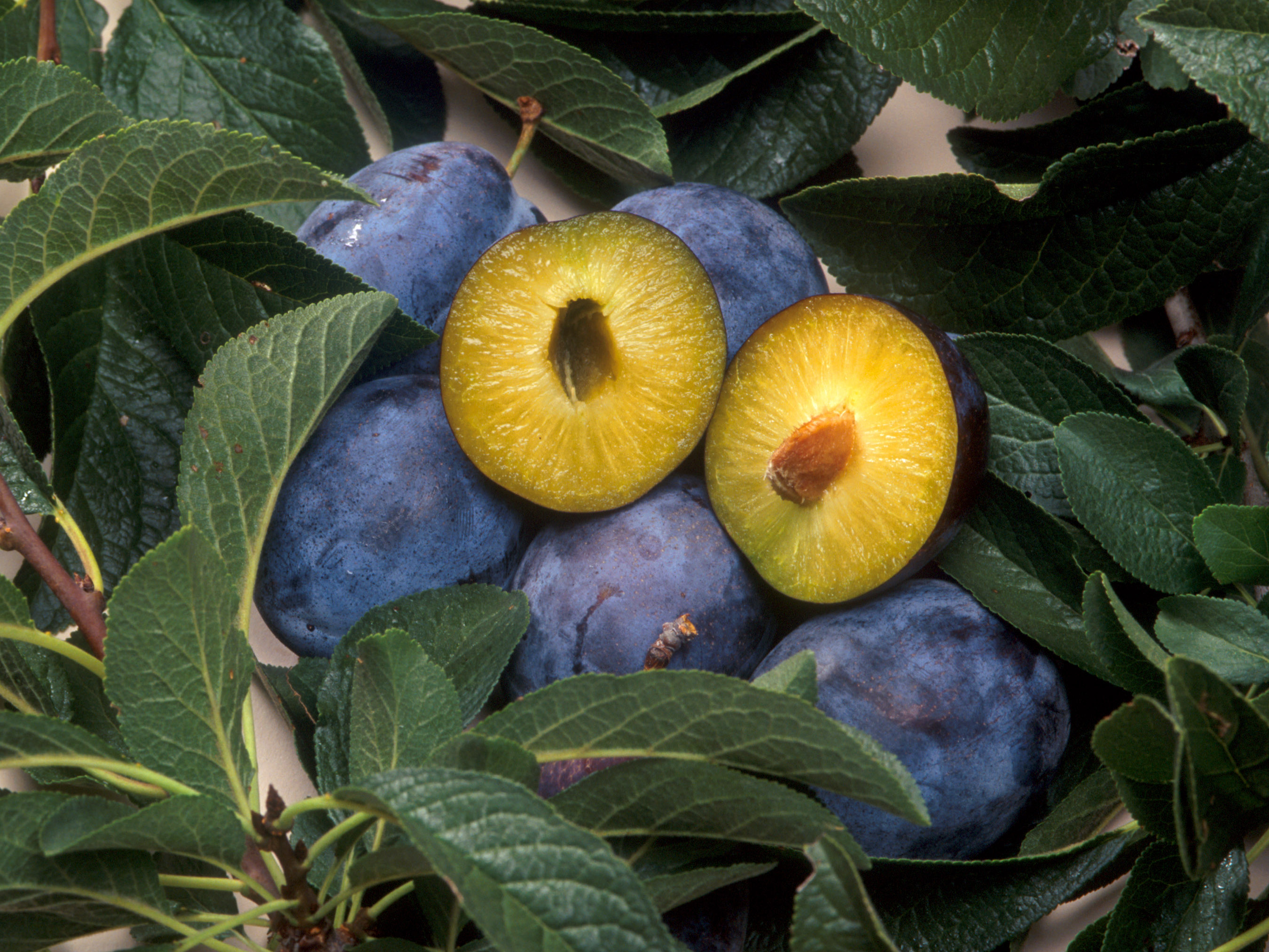
Prunera C5 (Prunus domestica) modificada genèticament per a resistir el virus de la shakra..

No hi ha guariment possible d'un arbre ja infectat i els arbres s'han de destruir. Entre les mesures de control hi ha la inspecció dels camps de cultiu, fer servir material de viver certificat, el control dels àfids i l'eliminació d'arbres infectats en el camp i el viver.

## Distribució
| Estatus de la malaltia                                                                                          | Estat |
| --- | --- |
| Distribució restringida                                                                                         | Albània, Àustria, Canadà, Xipre, República Txeca, França, Itàlia, Luxemburg, Moldàvia, Noruega, Portugal, Sud de Rússia, Eslovènia, Espanya, Síria, Turquia, Ucraïna, Regne Unit, Estats Units |
| Estès | Bulgària, Croàcia, Alemanya, Grècia, Hongria, Polònia, Romania, Eslovàquia |
| Introduït, Establert                                                                                            | Açores, Bòsnia i Hercegovina, Egipte, Antiga Unió Soviètica incloent Àsia central, Índia, Lituània                                                                                             |
| Introduït, Presumiblement erradicat                                                                             | Bèlgica, Països Baixos, Suïssa |
| Estatus actual desconegut                                                                                       | Xile, Dinamarca |
| Modified from: Levy et al. 2000. Plum Pox Potyvirus Disease of Stone Fruits. American Phytopathological Society | |